# Renée Conan
Renée Conan (Lorient, 11 febbraio 1938 – Ploemeur, 2 luglio 1992) è stata una politica francese, esponente dei Verdi ed europarlamentare tra il 1991 e il 1992.

## Biografia

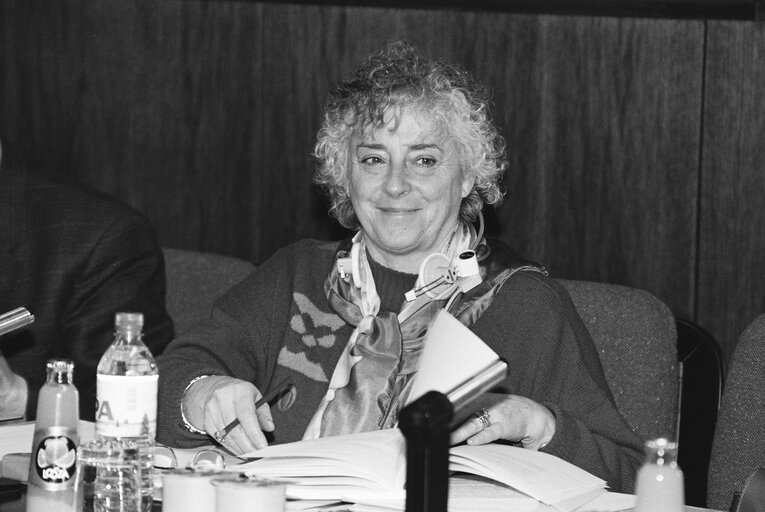
Renée Conan nel 1992

Figlia di un membro della Resistenza francese, Renée Conan si avvicinò in gioventù al Partito Comunista Francese e alla Confédération générale du travail, per poi definirsi anarchica in seguito all'incontro con Daniel Cohn-Bendit durante il maggio francese.
Ecologista, aderì a Friends of the Earth e nel 1980 insieme ad Annie Laurent si recò ad incontrare le donne di Plogoff che si erano mobilitate contro la costruzione di una centrale nucleare nel paese. Dall'esperienza nacque un libro, Femmes de Plogoff, pubblicato nel 1981.
L'impegno di Renée Conan a favore dell'ambiente le valse il soprannome di "La Dame Verte" ("La signora verde"). Nel 1984 fu tra i membri fondatori del partito dei Verdi.
Capolista per le elezioni municipali a Lorient nel 1989, sfidò il sindaco in carica Jean-Yves Le Drian e fu eletta nel consiglio comunale tra le file dell'opposizione.
Nello stesso anno si presentò come candidata alle elezioni europee, finendo quattordicesima. Nel dicembre del 1991 approdò al Parlamento europeo subentrando alla dimissionaria Marie-Christine Aulas, in funzione di una regola condivisa dai Verdi che avevano accettato di dimettersi a metà mandato per permettere ai colleghi non eletti di divenire eurodeputati. Fu membro della commissione per lo sviluppo e la cooperazione, della commissione per le relazioni economiche esterne e vicepresidente della sottocommissione per la pesca.
Pochi mesi dopo essere entrata in carica come europarlamentare, Renée Conan morì improvvisamente a seguito di un intervento chirurgico, all'età di cinquantaquattro anni.
In omaggio alla sua memoria, nel 2002 il consiglio comunale di Lorient le intitolò una strada, rue Renée Conan. Nella città di Rennes nel 2024 venne invece inaugurata la promenade Renée Conan.

## Opere
- Renée Conan e Annie Laurent, Femmes de Plogoff, La Digitale, 1981, ISBN 978-2-903383-05-3.